# Întoarcerea lui Budulai
Întoarcerea lui Budulai (în rusă Возвращение Будулая, transliterat: Vozvrașcenie Budulaia) este un miniserial artistic melodramatic de producție sovietică, din anul 1985, compus din patru serii. A fost regizat de Aleksandr Blank după romanul omonim al lui Anatoli Kalinin și îl are în prim-plan pe actorul moldovean Mihai Volontir în rolul țiganului Budulai. Filmul este o continuare a miniserialului Țiganul din 1979.

## Rezumat
Niște bandiți l-au bătut crunt pe Budulai, și în consecință acesta și-a pierdut memoria pentru mai mult de jumătate de an. Doar întâlnirea întâmplătoare cu fiul său Vanea, care a aflat de la mama sa adoptivă Klavdia cine este tatăl său, l-a jutat pe Budulai să-și recapete memoria.
Budulai decide să găsească bandiții, fiind ajutat de prieteni și poliție. După ce bandiții au fost găsiți și au ajuns după gratii, Budulai se întoarce la Klavdia și fiul său.

## Distribuție
- Mihai Volontir — Budulai
- Klara Luciko — Klavdia Petrovna Puhleakova
- Aleksei Nikulnikov — Vanea, fiul Klavdiei
- Ariadna Șenghelaia — doctorul
- Nina Ruslanova — Katea
- Leonid Nevedomskii — Timofei Ilici
- Matliuba Alimova — Nastea
- Vasili Rusnac — Vasea
- Ivan Rîjov — directorul uzinei general Strepetov
- Ivan Lapikov — moș Vasilii
- Olga Julina — Niura, fiica Klavdiei
- Sonia Timofeeva — Șeloro
- Rudik Ovsepean — Egor
- Mihail Dolghinin — Mișka Soldatov
- Oleg Habalov — țiganul mustăcios
- Mihail Matveev — Șeluhin
- Stasis Petronaitis — Ojoghin
- Iuri Șerstniov — șeful bandei („chelu'” / lîsîi)
- Amaiak Akopian — Maré, țiganul-scamator
- Veaceslav Baranov — șofer
- Aleksandr Vdovin — șofer
- Konstantin Butaev — un bandit țigan
- Serghei Priselkov — Polikarp Tarasovici Pilipciuk (Karpușa)